# Golf in the Year 2000
Golf in the Year 2000, or, What We Are Coming To ist ein erstmals 1892 unter dem Pseudonym J.A.C.K. veröffentlichter Roman des schottischen Autors und Golfenthusiasten J. McCullough, der auch eine Einführung in die Kunst des Golfspielens verfasst hat. Der Roman erzählt eine klassische frühe Zeitreise, in deren Rahmen der Protagonist nach einem langen schlaf- oder komaähnlichen Zustand in der Zukunft erwacht.

## Handlung
Der Golfer Alexander J. Gibson fällt nach einem mäßigen Spiel im Jahr 1892 in eine Art Tiefschlaf und erwacht im Jahr 2000 in einer an einen Sarg erinnernden Einrichtung. Er begegnet dem Bewohner des Hauses, der sich auch als leidenschaftlicher Golfer erweist und ihm die Errungenschaften des Jahres 2000 in Sachen Technik und Golf demonstriert. In Gibsons Zukunft ist Golf die wichtigste Beschäftigung der Männer; Regierungs- und Verwaltungsgeschäfte werden zu einem Großteil den Frauen überlassen, die sich wie Männer kleiden und für Gibson daher zuerst schwer zu erkennen sind.

## Vorhersagen
Einige der Vorhersagen im Roman sind überraschend korrekt, weswegen McCullough schon als eine Art „zweiter Nostradamus“ bezeichnet wurde. So gibt es im Jahr 2000 des Romans Digitaluhren und eine über Spiegel realisierte Art des Fernsehens. Auch die Gleichberechtigung der Frauen wird vorhergesagt; allerdings scheinen Frauen in der (zentralen) Golfszene dieses Utopia keine Rolle zu spielen. Im Bereich des Golf wurden die erst 1927 eingeführten internationalen Teammeisterschaften und die in den 80ern eingeführten automatischen Caddies vorhergesagt. Manche Leser finden es auch schwer zu glauben, dass der Text wirklich bereits 1892 entstanden sein soll.

## Ausgaben
Das Buch wurde 1892 in London veröffentlicht und 1998 von der Rutledge Hill Press neu aufgelegt.